# Desa Pondokcina
Desa Pondokcina är en administrativ by i Indonesien.   Den ligger i provinsen Jawa Barat, i den västra delen av landet, 17 km söder om huvudstaden Jakarta.